# Küchengarten-Pavillon

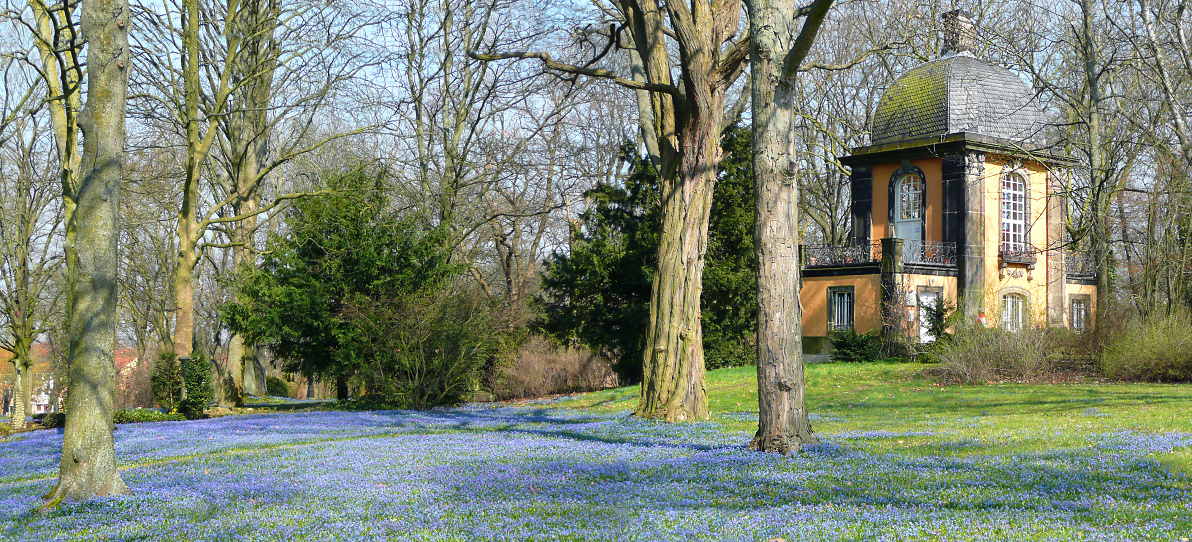
Der Küchengarten-Pavillon auf dem Lindener Berg, hier im Frühjahr 2009 während der Scilla-Blüte

Der Küchengarten-Pavillon in Hannover ist ein denkmalgeschützter Pavillon und ehemaliges Lusthaus aus der Zeit des Kurfürstentums Hannover. Das Ende der 1740er Jahre errichtete Bauwerk zählt zu den architektonischen Kostbarkeiten der niedersächsischen Landeshauptstadt. Unter der Obhut des Vereins Quartier e. V. wird das Gebäude auf dem Lindener Berg heute als Aussichts- und Ausstellungsraum insbesondere zur Geschichte der ehemaligen Industriestadt Linden genutzt. Eine Dauerausstellung hält zudem Stücke aus der Fossilien-Sammlung des Geologen und Paläontologen Carl Struckmann vor.
Standort des Belvederes ist der zur Parkanlage umgestaltete Stadtteilfriedhof Lindener Berg unter der Adresse Am Lindener Berge 44 im hannoverschen Stadtteil Linden-Mitte.

## Geschichte

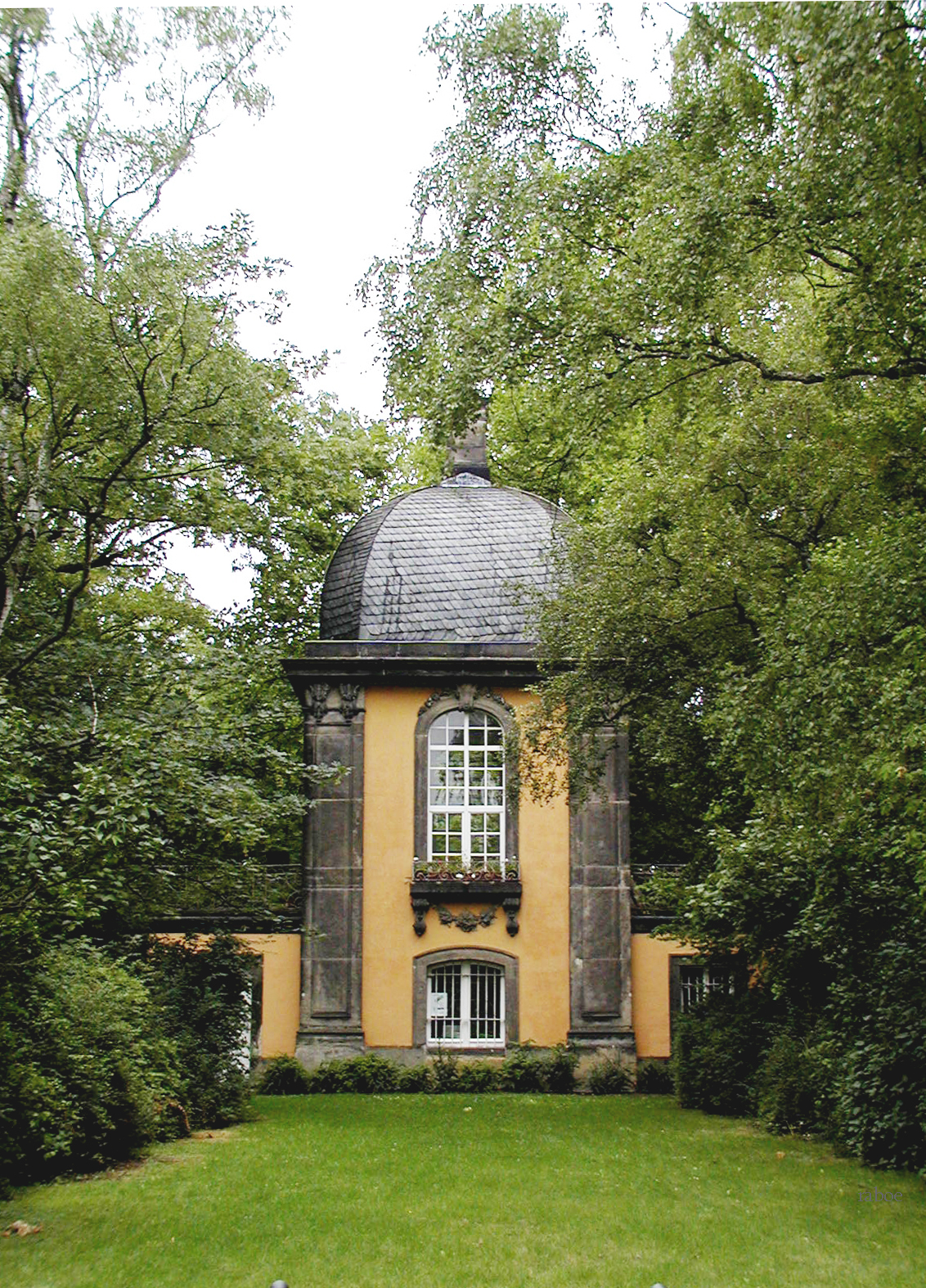
Der Küchengartenpavillon, gesehen im Sommer 2006 vom Eingangsportal aus

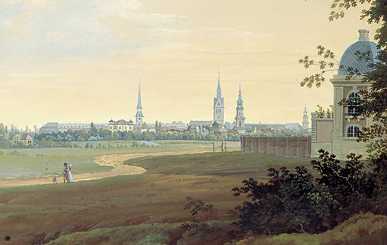
Hannover um 1825, rechts der Küchengartenpavillon und die Backsteinmauer des Küchengartens
Gemälde von Justus Elias Kasten

Nachdem mitten im Dreißigjährigen Krieg der Landesherr des Fürstentums Calenberg, Herzog Georg von Braunschweig-Lüneburg, Hannover 1636 zu seiner neuen Residenz erklärt hatte, wurde nach dem Bau des Leineschlosses und der Anlage des Großen Gartens in Herrenhausen auch der Küchengarten in Linden bis 1654 fertiggestellt. Er diente dem hannoverschen Hofstaat einerseits zur Versorgung mit Lebensmitteln beispielsweise durch Fischzucht und den Betrieb von Gewächshäusern, mit seinen Nutz- und Zierpflanzen und weiteren Schmuckelementen aber auch als barocker Lustgarten.
Knapp ein Jahrhundert nach der Anlage des Küchengartens – der Hofstaat der Welfen war durch die Personalunion zwischen Großbritannien und Hannover zwischenzeitlich nach Großbritannien verlegt worden – errichtete der Oberhofbaumeister Johann Paul Heumann 1748–1749 den Küchengartenpavillon als Lusthaus und Blickfang in der Nordmauer des Küchengartens, an der die Königinstraße und in der Verlängerung um 1850 noch ein Feldweg entlangführte; die später angelegte Fössestraße.

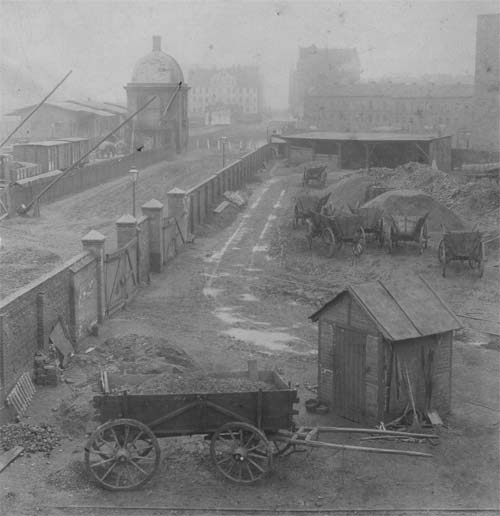
Um 1900: Kohle-Lagerplatz der Familie um Richard Stephanus senior und Richard Stephanus junior an der späteren Fössestraße, Ecke Pavillonstraße; im Hintergrund links der Küchengartenpavillon

Ebenfalls noch zur Zeit des Königreichs Hannover, als im Zuge der Industrialisierung der Hofbaumeister Georg Ludwig Friedrich Laves und der Architekt Ludwig Debo unter Georg V. konkurrierende Entwürfe für die ersten Wohnhäuser für Arbeiter in dem noch großteils unbebauten „Nedderfeld“ vorlegten, wurde 1859 die Pavillonstraße angelegt, die direkt auf den Küchengartenpavillon zulief.
Als nach der Schlacht bei Langensalza das Königreich Hannover durch Preußen 1866 annektiert wurde, wurde noch im selben Jahr der Küchengarten aufgelöst. Ebenfalls 1866 wurde das Garten-Portal in einen privaten Garten an der Ihme transloziert. 1872 wurde der Küchengarten in einen Güterbahnhof umgewandelt, doch der verbliebene Pavillon diente während der Hochindustrialisierung dann jahrzehntelang als Witterungs-Schutz für die Arbeiter auf dem nun Güterbahnhof Küchengarten genannten Gelände.
Als der Pavillon im Jahr 1911 schließlich abgebrochen wurde, erschien noch im selben Jahr aus der „Kunstanstalt Ludwig Hemmer“ und im Lindener Verlag August Harre & Co. eine Lithografie als Lichtdruck mit dem Titel „Lindener Berg mit Küchengarten-Pavillon“, auf dem ein möglicher neuer Standort für das Gebäude im Verlauf der Friedhofsmauer auf dem Berg projektiert wurde. Doch erst 1913 wurde der Pavillon wieder aufgebaut, dann aber auf dem höchsten Punkt des Lindener Bergfriedhofs.
Nach dem Ersten Weltkrieg und während der Weimarer Republik richtete man im Obergeschoss des Pavillons eine Gedenkstätte ein für die an den fernen Kriegsfronten gefallenen Lindener, eine Einrichtung, die bis 1967 bestehen blieb.

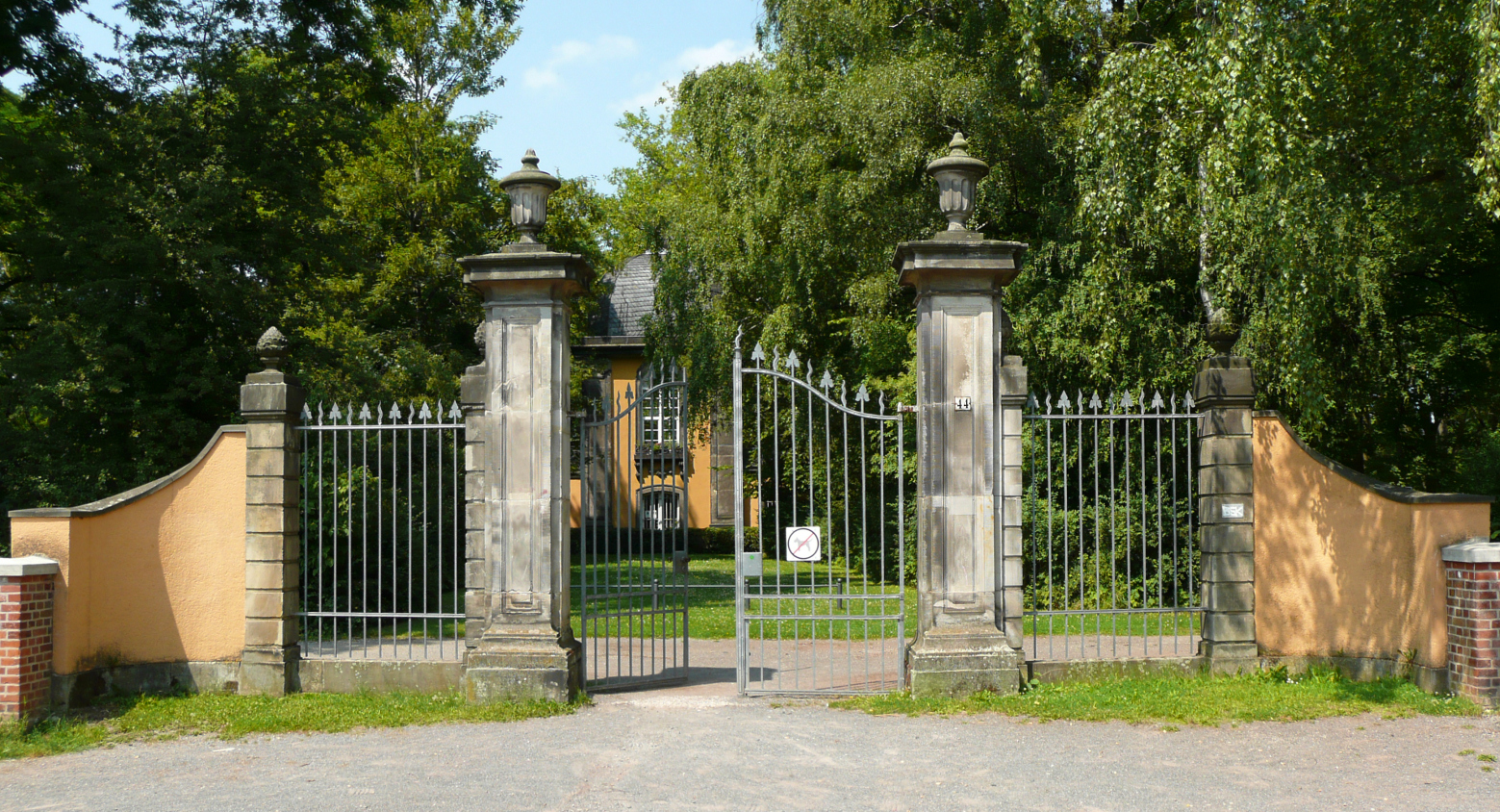
Das Gartenportal des ehemaligen Küchengartens, im Hintergrund der Küchengartenpavillon

Unterdessen war zur Zeit des Nationalsozialismus im Jahr 1937 das alte Eingangsportal des ehemaligen Küchengartens ebenfalls auf den Lindener Berg versetzt worden und bildet seitdem den Haupteingang des Lindener Bergfriedhofs, von dem eine Allee direkt auf den Pavillon zuführt.
Zur Linderung der Wohnungsnot nach den Luftangriffen auf Hannover im Zweiten Weltkrieg diente das Erdgeschoss des Pavillons nach 1945 lange als „Notwohnung“.
Nach der Schließung des Friedhofs 1965 wurde 1967 auch die Gefallenengedenkstätte geschlossen. Nach der Sanierung des Pavillons im Jahr 1976 diente der Pavillon dem Bildhauer Hans-Jürgen Zimmermann von 1977 bis 1998 als Künstleratelier.
2002 wurde der Küchengartenpavillon restauriert und wird seitdem vom Verein Quartier e. V. als Aussichtsraum und Veranstaltungsraum vor allem für Ausstellungen zur Lindener Geschichte genutzt.

## Baubeschreibung

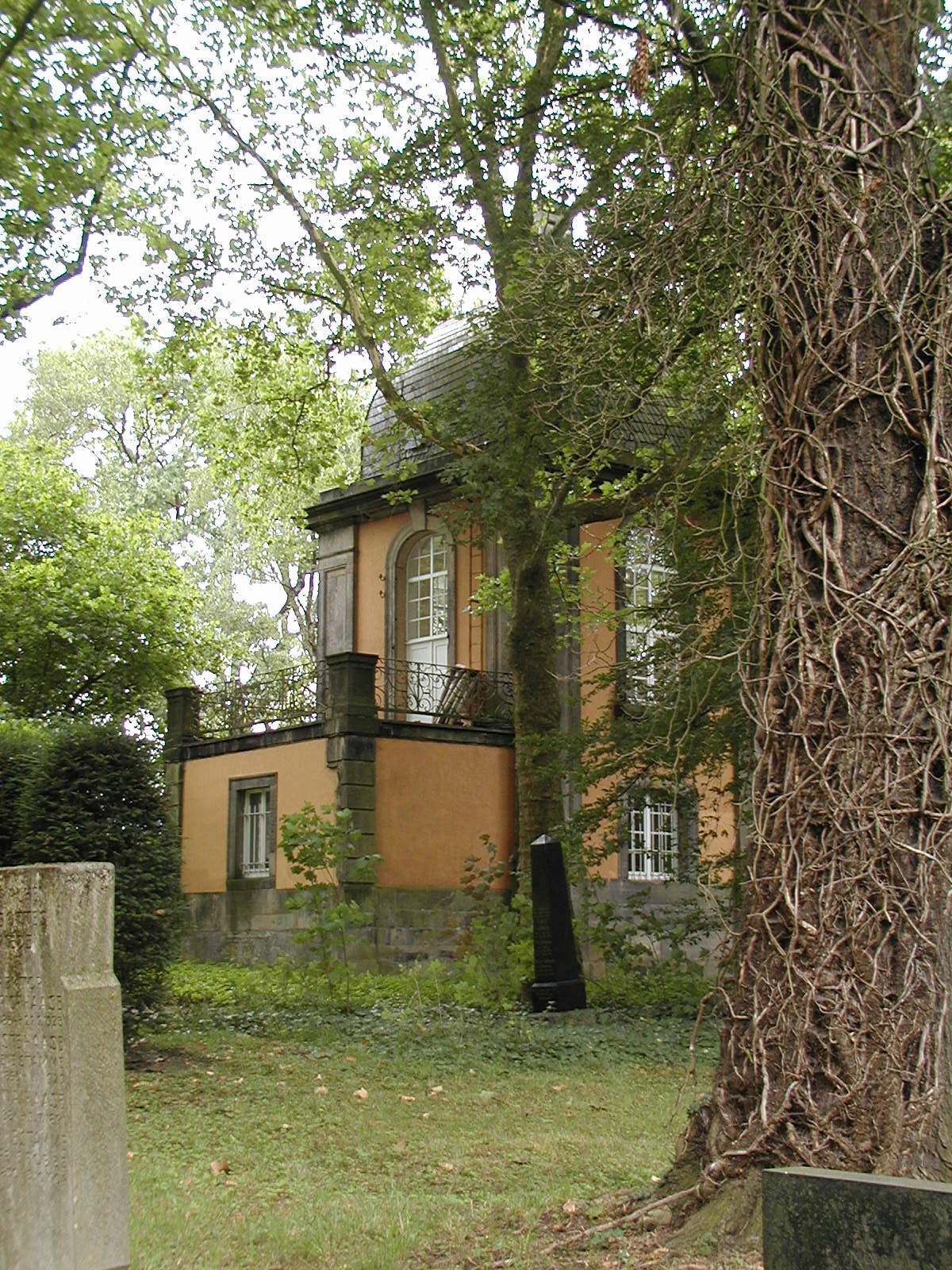
Einer der beiden seitlichen Altane am Küchengartenpavillon

Der Pavillon während des Scilla-Blütenfestes im März 2008

Der ehemalige Küchengartenpavillon stellt sich als schlankes Belvedere auf quadratischem Grundriss dar mit einem Untergeschoss und einem hohen, überkuppelten Obergeschoss, beide von Pilastern zusammengehalten. Symmetrisch schließen sich seitlich zwei niedrige Altane an. Der verputzte Backsteinbau wird feinteilig durch Sandstein gegliedert und entstand mutmaßlich 1741 nach Plänen von Johann Paul Heumann aus Anlass der Umgestaltung des kurfürstlichen Küchengartens. Die schiefergedeckte Überkuppelung wurde jedoch erst 1749 ergänzt. Trotz der Translozierung auf den Lindener Berg hat sich das Gebäude – bis auf wenige Veränderungen – als eines der architektonischen Kostbarkeiten Hannover erhalten.